# Austrolentinus tenebrosus
Austrolentinus tenebrosus är en svampart som först beskrevs av Corner, och fick sitt nu gällande namn av Leif Ryvarden 1991. Austrolentinus tenebrosus ingår i släktet Austrolentinus och familjen Polyporaceae.   Inga underarter finns listade i Catalogue of Life.